# Walther Krickau
Walther Krickau (* 2. Mai 1907 in Magdeburg; † 29. November 1946 in Hannover) war ein deutscher Bratschist.

## Leben
Der noch zur Zeit des Deutschen Kaiserreichs 1907 in Magdeburg geborene Walther Krickau wirkte als Musiker am Stadttheater Magdeburg, bevor er – mitten im Zweiten Weltkrieg – am 1. August 1942 mit der Dienstbezeichnung als titulierter Kammermusiker des städtischen Orchesters am Opernhaus Hannover als Nachfolger von Gustav Sachtleben engagiert wurde.
Krickau wirkte bis in die Nachkriegszeit in Hannover, starb aber noch zur Zeit der Britischen Militärregierung im Jahr 1946 im Alter von nur 39 Jahren. Sein Nachfolger an der Viola wurde Eduard Meyer-Staudt.